# NGC 7
NGC 7 è una galassia a spirale barrata di magnitudine 13,4 situata nella costellazione dello Scultore. 
Fu scoperta il 27 settembre del 1834 da John Herschel.